# Solidago lutescens
Solidago lutescens là một loài thực vật có hoa trong họ Cúc. Loài này được (Lindl. ex DC.) B.Boivin miêu tả khoa học đầu tiên năm 1972.